# Tim (альбом The Replacements)
Tim — четвёртый студийный альбом группы The Replacements. Он достиг 183 позиции в американском чарте Billboard 200 и занимает 137-е место в списке «500 величайших альбомов всех времён» журнала Rolling Stone.

## Список композиций
1. Hold My Life (4:18)
2. I’ll Buy (3:20)
3. Kiss Me On The Bus (2:48)
4. Dose of Thunder (2:16)
5. Waitress In The Sky (2:02)
6. Swingin' Party (3:48)
7. Bastards Of Young (3:35)
8. Lay It Down Clown (2:22)
9. Left Of The Dial (3:41)
10. Little Mascara (3:33
11. Here Comes A Regular (4:46)

## Участники
- Пол Вестерберг — голос, гитара, пианино
- Крис Марс — ударные, бэк-вокал
- Джек Скиннер — мастеринг
- Роберт Лонго — оформление альбома
- Томми Эрдели (Томми Рамон) — продюсирование
- Стивен Фьелстэд — продюсирование, инжиниринг
- Боб Стинсон — гитара
- Томми Стинсон — бас-гитара